# Per sempre Stargirl
Per sempre Stargirl (Love, Stargirl) è un romanzo di Jerry Spinelli pubblicato nel 2007. È il sequel di Stargirl, con il quale forma una dilogia, nota anche come Stargirl Series.
Il libro è stato tradotto in giapponese, tedesco, italiano e altre lingue.

## Personaggi
- Susan Julia "Stargirl" Caraway - la protagonista, una ragazza anticonformista molto particolare che ama essere generosa.
- Dootsie Pringle - un'adorabile e rumorosa bambina di cinque anni che diviene la migliore amica di Stargirl.
- Alvina Klecko - una ragazzina di 11 anni, aggressiva e maschiaccio, che più avanti comincia ad andare d'accordo con Stargirl.
- Betty Lou Fern - una donna di mezza età che soffre di agorafobia e non esce di casa da 9 anni; diviene amica e confidente di Stargirl.
- Perry Delloplane - un ragazzo misterioso e fantastico che ruba per vivere e vuole rubare anche il cuore di Stargirl.

## Edizioni in italiano
- Jerry Spinelli, Per sempre Stargirl, traduzione di Angela Ragusa, Milano: Mondadori, 2008
- Jerry Spinelli, Per sempre Stargirl, traduzione di Angela Ragusa, Milano: Oscar Mondadori, 2012